# Carmilla (canción)
Carmilla es el tercer sencillo del cantante japonés Kaya lanzado el 31 de octubre de 2007. Fue compuesto por Hizaki y coproducido por Sherow Artist Society como parte de la estética revolución (tanbi kakumei 耽美革命) una campaña apoyada por la banda Versailles, Kaya, Juka y Node of Scherzo.[cita requerida] El sencillo incluía el DVD digest Kugutsu (傀儡?) en vivo en el Shibuya O-EAST (2008.8.30).

## Lista de canciones
1. "Carmilla" - 4:08
2. "Silvery Dark (Queens Ver.)" - 07:13

- Datos: Q5752745